# (7950) Berezov
(7950) Berezov est un astéroïde de la ceinture principale.

## Description
(7950) Berezov est un astéroïde de la ceinture principale. Il fut découvert le 28 septembre 1992 à Naoutchnyï par Lioudmila Jouravliova. Il présente une orbite caractérisée par un demi-grand axe de 3,10 UA, une excentricité de 0,10 et une inclinaison de 11,7° par rapport à l'écliptique.

## Compléments